# Hussyrsa
Hussyrsa, Acheta domestica, är en hopprätvingeart som beskrevs av Carl von Linné 1758. Hussyrsa ingår i släktet Acheta och familjen syrsor, Gryllidae.
Hussyrsan har en kroppslängd på 16 till 20 millimeter, långa antenner och kraftiga ben. Flygvingarna är välutvecklade, men den flyger i regel inte så ofta och vanligen bara vid gynnsamma temperaturer. Grundfärgen på kroppen är gulbrunaktig och på huvudet och halsskölden finns svarta teckningar. Till levnadssättet är den en omnivor som främst är aktiv på natten. Hanen stridulerar, det vill säga spelar, för att locka till sig honor. Sången anses ofta påminna om ett svagt småfågelskvittrande.
Ursprungligen härstammar hussyrsan troligen från Nordafrika och Främre Asien, men med människans hjälp har den med tiden spridit sig till många andra delar av världen. Till Europa kom den under antiken. På 1500-talet omskrivs den i tysk naturhistoria. Man känner inte till när den kom till Sverige, men arten förekom så långt upp som i Norrland redan på Carl von Linnés tid. På så nordliga breddgrader som i Sverige förekommer dock arten vanligen inomhus eller i avfallshögar, då den inte är anpassad för att klara kyla.